# 范德華方程式
凡得瓦方程式（van der Waals equation）（一译范德華方程式），简称范氏方程，是荷兰物理学家范德华于1873年提出的一种实际气体状态方程。凡得瓦方程式是对理想气体状态方程的一种改进，特点在于将被理想气体模型所忽略的的气体分子自身大小和分子之间的相互作用力考虑进来，以便更好地描述气体的宏观物理性质。

## 方程的形式
范德华方程具体形式为：
{\displaystyle \left(p+{\frac {a'}{v^{2}}}\right)\left(v-b'\right)=kT}
式中 
- {\displaystyle p}为气体的压强
- {\displaystyle a'}为度量分子间引力的唯象参数
- {\displaystyle b'}为单个分子本身包含的体积
- {\displaystyle v}为每个分子平均占有的空间大小（即气体的体积除以总分子数量）;
- {\displaystyle k}为玻尔兹曼常数
- {\displaystyle T}为绝对温度

更常用的形式为：
{\displaystyle \left(p+a{\frac {n^{2}}{V^{2}}}\right)\left(V-nb\right)=nRT}
在第二个方程裡
- {\displaystyle V}为总体积
- {\displaystyle n}为物质的量
- {\displaystyle a}为度量分子间引力的参数 {\displaystyle a=N_{A}^{2}a'}
- {\displaystyle b}为1摩尔分子本身包含的体积之和 {\displaystyle b=N_{A}b'},
- {\displaystyle R}为普适气体常数
- {\displaystyle N_{A}} 为阿伏伽德罗常数.

下表列出了部分气体的a，b 的值
| 气体种类      | a [kPa (dm³/mol)²] | b [dm³/mol] |
| 氦气(He)      | 3.45               | 0.024       |
| 氢气(H2)      | 24.32              | 0.027       |
| 氮气(N2)      | 141.86             | 0.039       |
| 氧气(O2)      | 137.80             | 0.032       |
| 二氧化碳(CO2) | 364.77             | 0.043       |
| 水蒸气(H2O)   | 557.29             | 0.031       |

在上述方程中必须严格区分总体平均性质和单个分子的性质。譬如，第一个方程中的{\displaystyle v}是每个分子平均占有空间的大小（可以理解成分子平均“势力范围”的大小），而{\displaystyle b'}则为单个分子本身“包含”的体积（若为单原子分子如稀有气体，{\displaystyle b'}就是原子半径内包含的体积）。

## 适用范围
凡得瓦方程式对气-液临界温度以上流体性质的描写优于理想气体方程。对温度稍低于临界温度的液体和低压气体也有较合理的描述。
但是，当描述对象处于状态参量空间(P,V,T)中气液相变区（即正在发生气液转变）时，对于固定的温度，气相的压强恒为所在温度下的饱和蒸气压，即不再随体积{\displaystyle V}（严格地说应该是单位质量气体占用的体积，即比容）变化而变化，所以这种情况下凡得瓦方程式不再适用。

## 方程的提出

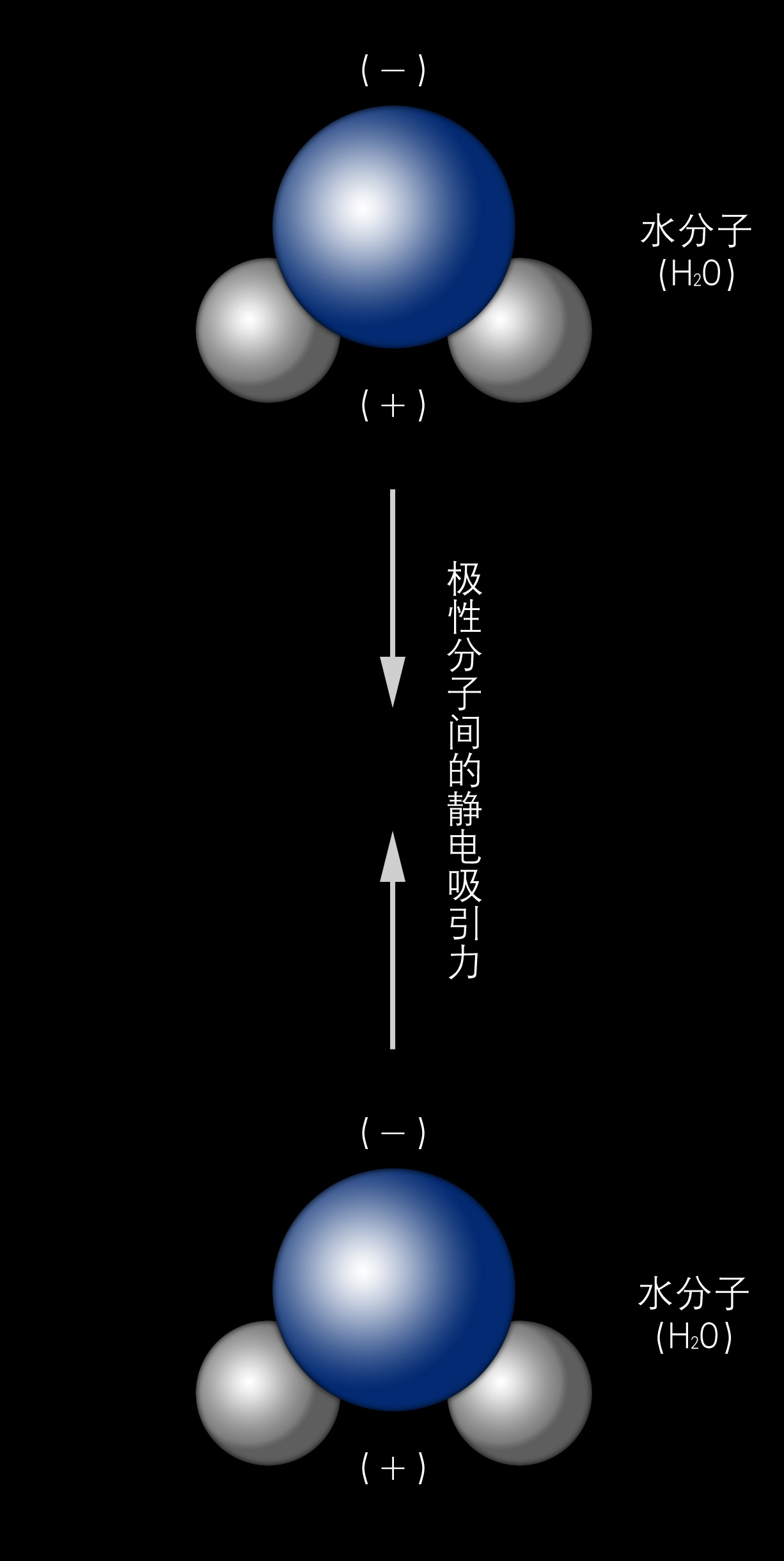
水分子之间的范氏引力(凡得瓦力)（中国大陆的中学教科书称为“范德华力”）

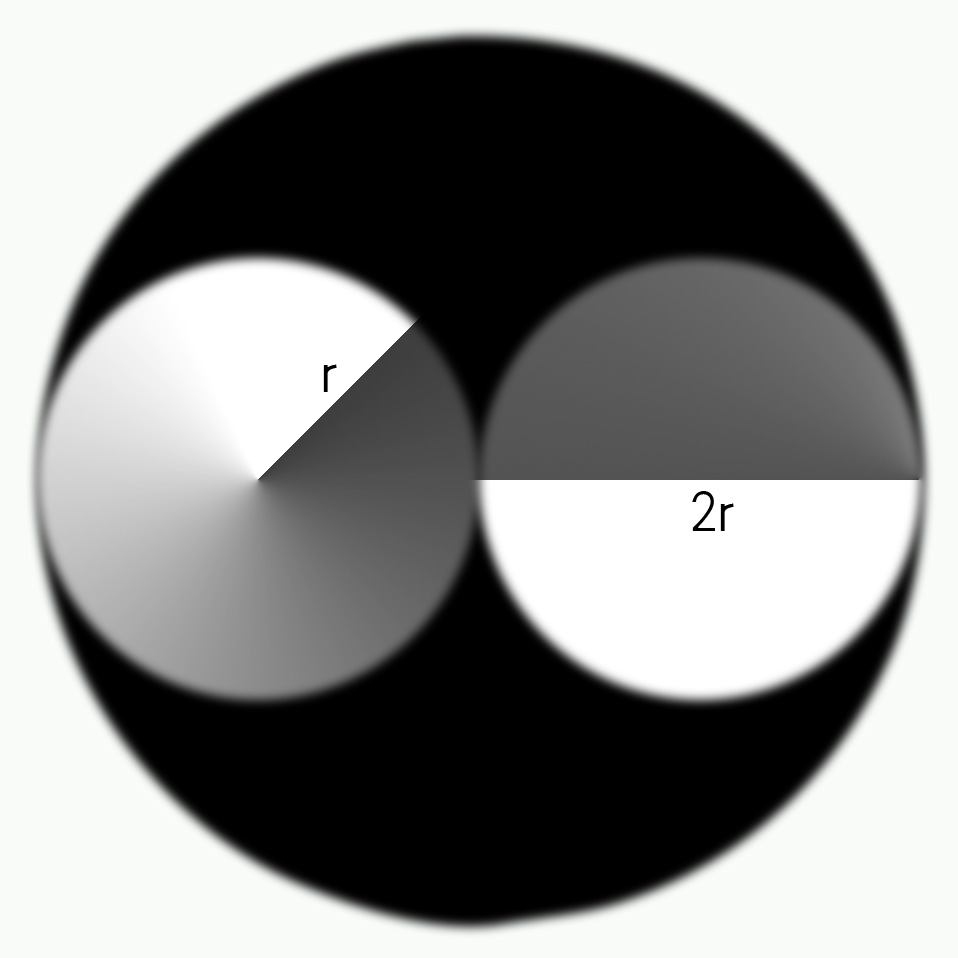
一个双原子分子的排斥体积（图中黑色的部分）

下面以理想气体状态方程为基础，推导凡得瓦方程式。若把气体视为由体积无限小、相互之间无作用力的分子组成，这种模型便是理想气体模型，与其相对应的状态方程是：
{\displaystyle p={\frac {kT}{v}}}
若抛弃前一个的假设，把组成气体的分子视为有一定大小的刚性球（其半径称为范德华半径），用{\displaystyle b}表示这些“球”的体积，上面的方程便改写为：
{\displaystyle p={\frac {kT}{v-b}}}
在这里，每个分子的“占有体积”{\displaystyle v}被所谓“排斥体积”{\displaystyle v-b}代替，反映了分子在空间中不能重叠。若气体被压缩至体积接近分子体积之和（即分子间空隙{\displaystyle v-b}趋向于0），那么其压强将趋于无穷大。
下一步，我们考虑原子对之间的引力。引力的存在会使分子的平均亥姆霍兹自由能下降，减少量正比于流体的密度。但压强的大小满足热力学关系
{\displaystyle p=-\left({\frac {\partial A^{*}}{\partial v}}\right)_{T}}
式中A* 为每个分子的亥姆霍兹自由能。由此得到，引力使压强减小的量正比于{\displaystyle {\frac {1}{v^{2}}}}。记该比例常数为{\displaystyle a}，可得
{\displaystyle p={\frac {kT}{v-b}}-{\frac {a}{v^{2}}}}
这便是凡得瓦方程式。

## 与理想气体方程模拟结果的比较

### 低压状况
在气体压强不太高的情况下，以下事实成立：
- 排斥体积{\displaystyle b}的影响相对{\displaystyle V}而言极小，可以忽略；以二氧化碳（{\displaystyle {\ce {CO2}}}）为例，在标准状况（0°C，1标准大气压）下，1mol{\displaystyle {\ce {CO2}}}体积{\displaystyle V}为 22414cm³，而相应的{\displaystyle b=43}cm³，比{\displaystyle V}小3个数量级；
- 分子间的距离足够大，{\displaystyle {\frac {a}{V^{2}}}}项完全可以视为0；譬如在一大气压下二氧化碳气体的{\displaystyle {\frac {a}{V^{2}}}}值只有7‰。

所以此时理想气体方程是凡得瓦方程式（也是对实际气体行为的）的一个良好近似。

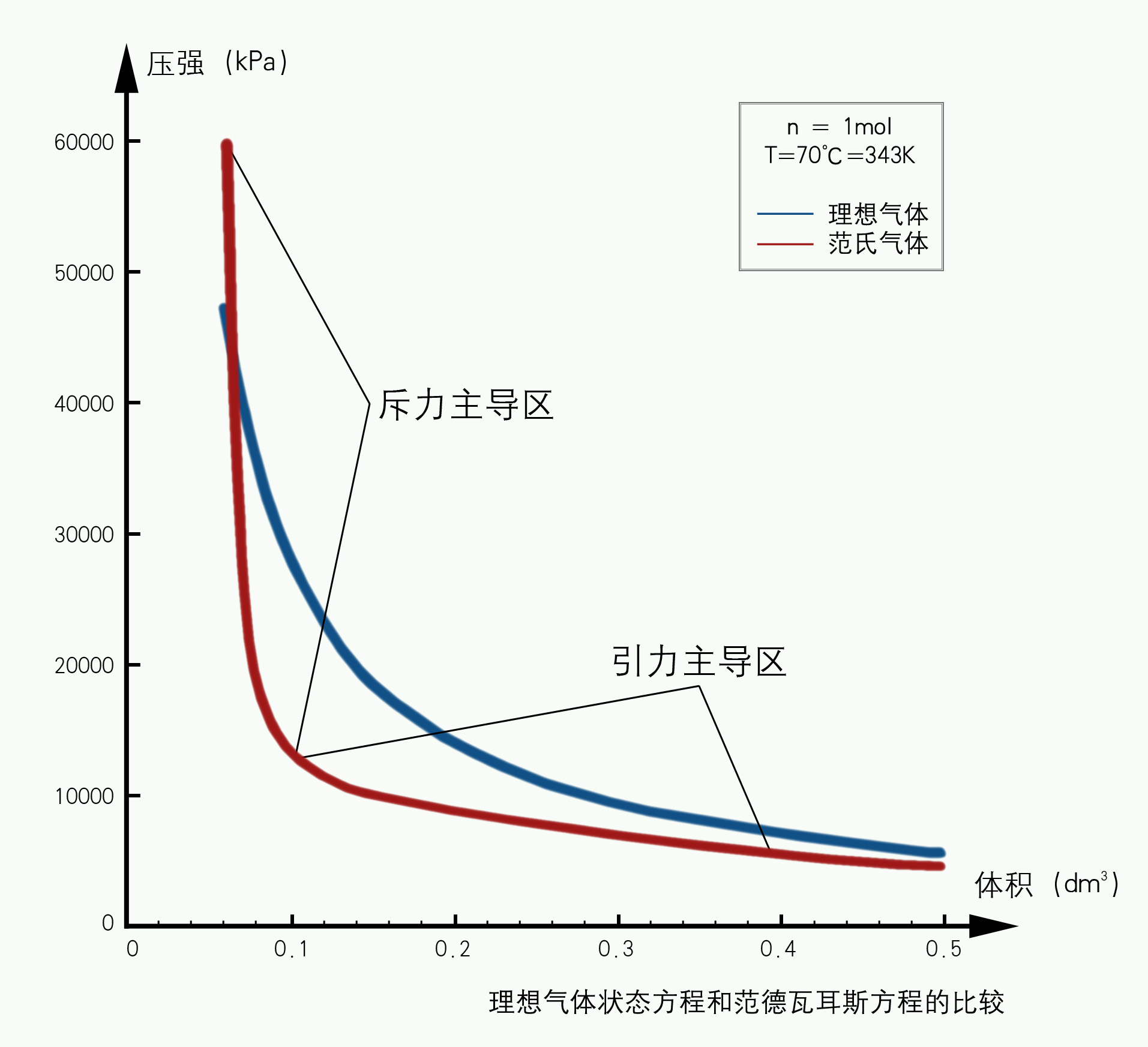
分别用理想气体方程和范德华方程模拟的二氧化碳气体70°C时的p-V等温线

### 中高压状况
随着气体压力的增加，凡得瓦方程式和理想气体方程结果的差别会变得十分明显（左图为{\displaystyle {\ce {CO2}}}分别用理想气体方程和范德华方程模拟的p-V等温线，温度70 °C）：
- 在压强为5000~15000kPa（50~150标准大气压）的中压区，由于体积被“压小”导致分子间距靠近，分子间的引力（表现为{\displaystyle {\frac {a}{V^{2}}}}项）变得不可忽略。{\displaystyle {\frac {a}{V^{2}}}}项的存在使得气体的压强比不考虑分子间引力的理想气体模型估计结果要小（所以左图的中压区里红线比蓝线要低）。
- 在压强为15000kPa以上的高压区，体积的急剧压缩致使{\displaystyle b}的影响不可忽略，于是凡得瓦方程式中的体积项{\displaystyle V-Nb}（或比容项{\displaystyle v-b}）将比理想气体方程中的体积项要小（或者说：对应相同体积/比容值的压强项会升高）。这一效应导致在高压区范氏气体的状态线重新赶上并超过理想气体线（见左图的左上角）。

## 用凡得瓦方程式描述气体的液化
凡得瓦方程式适用于气体的液化过程。气体液化可能发生的最高温度称为临界温度，用{\displaystyle T_{C}}表示：
- 当温度{\displaystyle T>T_{C}}时，无论给气体施加多大的压强都无法将它液化；
- 当温度{\displaystyle T<T_{C}}时，气体可在压强大于一定值时液化，且这一压强随着温度{\displaystyle T}下降而下降；

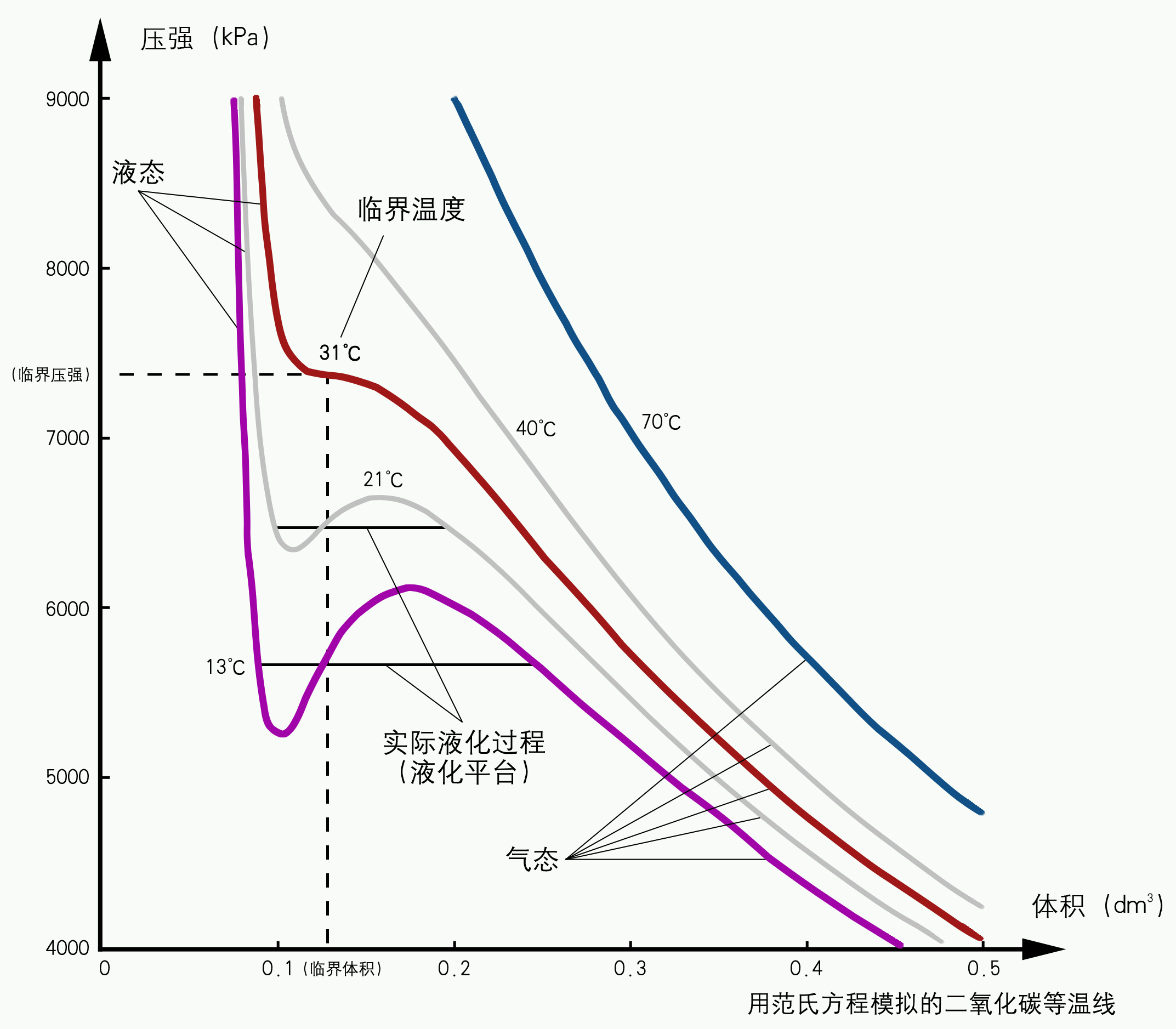
用范德华方程模拟的二氧化碳气体不同温度下压缩过程的p-V等温线，在临界温度以下时能看见明显的液化过程

右图所示为用凡得瓦方程式模拟的{\displaystyle {\ce {CO2}}}在不同温度下的p-V 等温线，从中可以明显看出凡得瓦方程式对液化过程的模拟（注意：若用理想气体状态方程作上述模拟，得到的只是一系列双曲线，因为在等温条件下理想气体状态方程就退化为玻意耳-马略特定律——pV=常数）。{\displaystyle {\ce {CO2}}}气体的临界温度为{\displaystyle T_{C}=31}°C{\displaystyle =304}K。
- 70°C 时的曲线（右图中蓝线）形状仍与玻意耳定律的结果（双曲线）类似，尽管位置要略低；
- 当温度下降到40 °C，曲线（右图中右二的曲线）形状发生明显的变化，表现为两个拐点的出现。但此时二氧化碳仍然以气态存在；
- 温度进一步降至临界温度31°C（图中红线），若此时气体受压至体积小于某定值{\displaystyle V_{C}}（随温度变化而变化），则气体将发生液化。图中{\displaystyle V>V_{C}}时曲线对应气态{\displaystyle {\ce {CO2}}}的{\displaystyle p}，{\displaystyle V}值，{\displaystyle V<V_{C}}时曲线对应液态{\displaystyle {\ce {CO2}}}的{\displaystyle p}，{\displaystyle V}值；
- 图中13°C 和 21°C 对应的曲线只有两拐点以外的部分是与物理实际相符的。当气体被进一步压缩至比右拐点对应体积更小时，气体将进入液化区，在液化过程中实际气体的p-V线应是一段“平台”，而不是如图所示的“驼峰”型。但完全液化后，液态{\displaystyle {\ce {CO2}}}的压强却仍能被图中曲线恰当地反映，此时曲线随体积的减小而剧烈上升，这一定程度上反映了液体的不可压缩性。另外，我们从图中能得到的另一个信息就是“液化平台”的长度随温度的下降而增加；

气体的临界状态参量{\displaystyle V_{C}}、{\displaystyle p_{C}}、{\displaystyle T_{C}}和范德华常数{\displaystyle a}、{\displaystyle b}之间存在下列数学关系：
{\displaystyle {{V}_{C}}={3Nb}}
{\textstyle {p}_{C}={a}/{27}{b}^{2}}
{\displaystyle {T}_{C}={8a}/{27bR}}
我们可以利用这些关系通过测出气体的{\displaystyle T_{C}}和对应的{\displaystyle p_{C}}来得到{\displaystyle a}和{\displaystyle b}的值（由于测量上的困难，一般不使用{\displaystyle V_{C}}）。

## 其他热力学参量
下面，我们不再考虑{\displaystyle v={\frac {V}{N}}}（{\displaystyle N}为系统中的分子数），改为考虑总体体积{\displaystyle V}。
状态方程并不能告诉我们系统的所有热力学参量。我们可以照搬上面推导凡得瓦方程式的思路，从理想气体的亥姆霍兹自由能表达式出发，推得下面的结论：
{\displaystyle A(T,V,N)=-NkT\left(1+\ln \left({\frac {(V-Nb)T^{{\hat {c}}_{V}}}{N\Phi }}\right)\right)-{\frac {aN^{2}}{V}}}
式中{\displaystyle A}为亥姆霍兹自由能，{\displaystyle {\hat {c}}_{v}}是无量纲的定容热容，{\displaystyle \Phi }是待定的熵常数。上述方程将{\displaystyle A}用它的自然变量{\displaystyle V}和{\displaystyle T}表示，所以系统的所有热力学信息已全部知道。其力学状态方程就是前面导出的凡得瓦方程式
{\displaystyle P=-\left({\frac {\partial A}{\partial V}}\right)_{T}={\frac {NkT}{V-Nb}}-{\frac {aN^{2}}{V^{2}}}}
系统的熵({\displaystyle S})由下式决定
{\displaystyle S=-\left({\frac {\partial A}{\partial T}}\right)_{V}=Nk\left[\ln \left({\frac {(V-Nb)T^{{\hat {c}}_{V}}}{N\Phi }}\right)+{\hat {c}}_{V}+1\right]}
综合{\displaystyle A}和{\displaystyle S}的表达式，可由定义得到系统内能
{\displaystyle U=A+TS={\hat {c}}_{V}\,NkT-{\frac {aN^{2}}{V}}}
其他热力学势和化学势也可用类似的方程给出，但任何势函数若要用压强{\displaystyle P}表示都需要求解一个三阶多项式，使结果的形式变得很繁杂。所以，将焓和吉布斯能用它们相应的自然变量表示的结果都是复杂的（因为{\displaystyle P}是它们的自然变量之一）。

## 简化形式
虽然在一般形式的凡得瓦方程式中，常数{\displaystyle a}和{\displaystyle b}因气体/流体种类而异，但我们可以通过改变方程的形式，得到一种适用于所有气体/流体的普适形式。 
按照下面的方式定义约减变量（亦称折合变量，就是把变量转换成其无量纲形式），其中下标{\displaystyle R}表示约减变量，下标{\displaystyle C}表示原变量的临界值： 
{\displaystyle p_{R}={\frac {p}{p_{C}}}},
{\displaystyle v_{R}={\frac {v}{v_{C}}}},
{\displaystyle T_{R}={\frac {T}{T_{C}}}},
式中{\displaystyle p_{C}={\frac {a}{27b^{2}}}}，{\displaystyle \displaystyle {v_{C}=3b}}，{\displaystyle kT_{C}={\frac {8a}{27b}}}。
用约减变量代替原变量，凡得瓦方程式形式变为 
{\displaystyle \left(p_{R}+{\frac {3}{v_{R}^{2}}}\right)(v_{R}-1/3)={\frac {8}{3}}T_{R}}
这就是凡得瓦方程式的不变形式，即这一形式不会因应用流体种类改变而改变。 
上述方程的不变性质亦称对应状态原理。

## 在可压缩流动中的应用
在流体力学中，凡得瓦方程式可以作为可压缩流体（如液态高分子材料）的PVT状态方程。这种情况下，由于比容{\displaystyle V}变化不大，可将方程简化为：
{\displaystyle (p+A)(V-B)=CT\,},
其中{\displaystyle p}为压强，{\displaystyle V}为比容，{\displaystyle T}为温度，{\displaystyle A}、{\displaystyle B}、{\displaystyle C}均为与对象相关的参数。